# Lurnfeld
Lurnfeld es un municipio situado en el distrito de Spittal an der Drau, en el estado de Carintia, Austria. Tiene una población estimada, a inicios de 2024, de 2657 habitantes.
Está ubicado sobre el Hohe Tauern, una cordillera de los Alpes.